# Микадо (опера)
Мика́до, или город Титипу (англ. The Mikado; or, The Town of Titipu) — комическая опера в двух действиях композитора Артура Салливана и либреттиста Уильяма Гилберта. Опера является девятой из четырнадцати совместных работ Гилберта и Салливана.
Премьера оперы прошла 14 марта 1885 года в Лондоне, в театре Савой, где она была исполнена 672 раза, то есть была второй по продолжительности показа среди всех работ театра и одной из самых длительных по продолжительности показов среди любых других театров. Известно, что к концу 1885 года в Европе и Америке оперу ставили 150 театральных компаний. Опера регулярно ставится компанией Savoy Opera. Опера переведена на многие языки и сейчас является одним и наиболее часто исполняемых театральных произведений в истории.
В России ее ставил молодой К.С. Станиславский на домашней сцене, сыграв главную роль Нанки-Пу. В российском театре опера появилась только в 2017 году: это спектакль Свердловского академического театра музыкальной комедии в режиссуре Алексея Франдетти; он был награжден премией "Золотая маска" и пока остается единственной постановкой на профессиональной сцене в России.
Гилберт и Салливан переносят действие оперы в средневековую Японию. Эта экзотическая удаленность от Великобритании позволила авторам быть свободнее в своей завуалированной критике британской политики и бюрократии и, одновременно, смягчить её воздействие на публику. Этот приём Гилберт использовал в нескольких произведениях, помимо оперы «Микадо»: в «Принцессе Иде», «Гондольерах», «Утопия с ограниченной ответственностью» и «Великом герцоге».

## Сюжет
Сбежав от нежеланного брака, Нанки-Пу, сын микадо Японии, становится странствующим менестрелем. Нанки-Пу прибывает в город Титипу, потому что в этом городе живёт прекрасная девушка Ям-Ям, его возлюбленная. Но девушка обручена со своим опекуном Ко-Ко, портным и, по совместительству, Главным Палачом города. Усугубляется положение, когда в город прибывает сам Микадо, а с ним и Катиша, нареченная Нанки-Пу.

## Действующие лица
- Микадо Японии (бас или бас-баритон)
- Нанки-Пу, его сын (тенор)
- Ко-Ко, Главный палач города Титипу (комический баритон)
- Пу-Ба, чиновник, Главный-по-всему-остальному (баритон)
- Пиш-Туш, знатный господин (баритон)
- Го-То, знатный господин (бас)
- Ям-Ям, подопечная и нареченная Ко-Ко (сопрано)
- Питти-Синг, подопечная Ко-Ко (меццо-сопрано)
- Пип-Бо, подопечная Ко-Ко (сопрано или меццо-сопрано)
- Ка́тиша, пожилая дама, влюбленная в Нанки-Пу (контральто)
- Хор школьниц, знатных горожан, охранников и рабочих-кули

## Содержание

### Первое действие
Двор официальной резиденции Ко-Ко. В город Титипу прибывает странствующий музыкант Нанки-Пу. Он разыскивает свою возлюбленную Ям-Ям, с которой они познакомились год назад и влюбились друг в друга, однако в то время прекрасная Ям-Ям уже была обручена со своим опекуном, портным Ко-Ко. Теперь же эксцентричный Микадо Японии издал указ, по которому любой флирт признается преступлением и карается смертью, и Ко-Ко, нарушивший этот закон, попал под стражу. Нанки-Пу, воодушевленный новостью, приехал в Титипу, чтобы разыскать любимую, но один из знатных горожан, Пиш-Туш, рассказывает Нанки-Пу, что арестованный Ко-Ко вместо наказания получает пост Главного палача Титипу. Все чиновники города отказываются подчиняться новому палачу, что, в свою очередь, оказывается на пользу хитрому Пу-Ба, который занимает все освободившиеся посты и, конечно, забирает себе все зарплаты. Главный-по-всему-остальному извещает Нанки-Пу о том, что свадьба Ям-Ям и Ко-Ко назначена на этот самый день.
Появляется Ко-Ко и зачитывает список жертв, которых однажды казнит. Затем появляется Ям-Ям с подругами Пип-Бо и Питти-Синг. Нанки-Пу рассказывает Ко-Ко о своей любви к Ям-Ям, палач его прогоняет. Нанки-Пу удается встретиться с возлюбленной, и он открывает ей своё истинное происхождение, объяснив, что скрывается от приставаний Катиши, пожилой придворной.
Главному палачу становится известно, что город Титипу будет понижен в статусе до уровня деревни и разорен, если в течение месяца он не совершит ни одной казни. Пу-Ба и Пиш-Туш убеждают его казнить самого себя, раз уж он был приговорен, но Ко-Ко отказывается, мотивируя это тем, что сам себе отрубить голову он не может, а если бы и смог, то это было бы позорным для государства самоубийством. Тут он узнает, что отчаявшийся Нанки-Пу готов расстаться с жизнью, и предлагает ему сделку: Ко-Ко даст согласие на брак Ям-Ям с Нанки-Пу, если последний согласится быть казненным месяц спустя.
Город отмечает воссоединение влюбленных, но тут прибывает Катиша. Она намерена найти и женить на себе Нанки-Пу, но горожане мешают ей раскрыть личность менестреля. Обманутая, но не побежденная, Катиша обещает вернуться.

### Второе действие
Сад Ко-Ко. Ям-Ям и подруги готовятся к свадьбе. Появляются палач Ко-Ко и главный чиновник Пу-Ба, которые рассказывают, что по новому закону женатый человек приговаривается к казни за флирт, а его жена должна быть похоронена заживо. С такими перспективами Ям-Ям вступать в брак не хочет. Нанки-Пу просит Ко-Ко обезглавить его, и тут выясняется, что Ко-Ко по доброте душевной ни разу не обидел и мухи. Он готов дать Микадо ложные показания, если Пу-Ба обвенчает возлюбленных.
В Титипу прибывает Микадо и Катиша в сопровождении обширной свиты. Микадо описывает свою систему правосудия. Ко-Ко решает, будто Микадо прибыл для того, чтобы удостовериться в свершении казни, и вручает тому сертификат о смерти, подписанный Пу-Ба и удостоверяющий, что на казни присутствовали все важные чиновники города (в лице Пу-Ба). Но цель приезда Микадо — поиск сына, скрывающегося под именем Нанки-Пу. Напуганный Ко-Ко сообщает, что Нанки-Пу уехал из страны. Но Катиша читает сертификат и заявляет, что казненным был Нанки-Пу. Хотя Микадо и выражает сочувствие, одновременно он начинает обсуждать с Катишей наиболее подходящее наказание за умерщвление императорского наследника. Ко-Ко уговаривает Нанки-Пу вернуться, и тот, боясь притязаний Катиши, предлагает палачу свою сделку: он "вернется к жизни", если Ко-Ко убедит Катишу выйти замуж за него. У Ко-Ко не остается выбора. Он просит руки пожилой дамы, и, после трогательной истории о птице, та соглашается. После заключения брака Катиша просит милости у Микадо. Появляются Нанки-Пу и Ям-Ям, вызывая гнев у Катиши. Видя живого сына, Микадо удивляется несоответствию
убедительных бумаг. Ко-Ко объясняет, что когда королевский приказ о казни отдан, жертва, можно сказать, уже мертва, а раз мертва, то отчего же об этом не заявить? Микадо убежден. Титипу празднуют счастливый конец.

## Экранизации
- The Mikado. Режиссёр — Виктор Шертцингер, Англия, 1938. Цветной выпуск — 12 января 1939 года. С 4 февраля 1952 года в ряду «трофейных» фильмов его показывали в СССР, под названием «Познакомьтесь с императорским двором Микадо».
- The Cool Mikado
- The Mikado (1967)
- Кутерьма (1999). Фильм британского режиссера Майка Ли, сюжетом которого является история создания и постановки оперы "Микадо".